# J. William Fulbright
J. William Fulbright (Sumner, 1905. április 9. – Washington, 1995. február 9.) az Amerikai Egyesült Államok szenátora (Arkansas, 1945–1974), a szenátus külügyi bizottságának elnöke, a Fulbright-program és -ösztöndíj megalapítója.

## Munkássága
Fulbright szenátor az 1960-as évek végén az Amerikai Egyesült Államok Szenátusa külügyi bizottságának elnökeként határozottan sürgette a kapcsolatok megjavítását Kínával. Kijelentette:

„Végtére is annak lehetősége, hogy tisztességes és tartós békét érjünk el Vietnamban, a legszorosabban összefügg Kínával és Kínának a külvilághoz való viszonyával, mert Kína Ázsia legfőbb hatalma és bármit teszünk vagy mondunk, az is marad.”

– J. William Fulbright